# Bengt-Erik Grahn
Bengt-Erik Grahn (Vilhelmina, 30 aprile 1941 – Stoccolma, 21 novembre 2019) è stato uno sciatore alpino svedese.

## Biografia

### Stagioni 1960-1966
Sciatore polivalente nato nel villaggio di Dikanäs e cresciuto a Tärnaby, Bengt-Erik Grahn era fratello di Alf, Axel, Göte, Sune e Tore, tutti a loro volta sciatori alpini. Debuttò in campo internazionale in occasione del trofeo del Lauberhorn 1960, il 10 gennaio a Wengen in slalom speciale (7º), e ai successivi VIII Giochi olimpici invernali di Squaw Valley 1960, sua prima presenza olimpica, non completò la discesa libera, unica gara cui prese parte; ai Mondiali di Chamonix 1962 si classificò 32º nella discesa libera e 22º nello slalom speciale e ai IX Giochi olimpici invernali di Innsbruck 1964 si piazzò 31º nella discesa libera e non completò né lo slalom gigante né lo slalom speciale.
Il 19 marzo dello stesso anno fu 3º nello slalom speciale di Gällivare vinto da Jean-Claude Killy; nella successiva stagione 1964-1965 si classificò 3º nella combinata del Critérium de la première neige (Val-d'Isère, 16-19 dicembre), 3º nello slalom speciale del Lauberhorn (Wengen, 10 gennaio) e 2º nello slalom speciale del trofeo Riezlern (Kleinwalsertal, 7 febbraio). Nella stagione 1965-1966 vinse lo slalom speciale del Critérium de la première neige (Val-d'Isère, 17 dicembre) e quello disputato a Farellones il 19 luglio e ai successivi Mondiali di Portillo 1966 si classificò 26º nello slalom gigante, e non completò lo slalom speciale dopo essere stato in testa nella prima manche.

### Stagioni 1967-1971
Nella successiva stagione 1966-1967 conquistò nuovamente lo slalom speciale del Critérium de la première neige, piazzandosi anche 2º nella combinata (Val-d'Isère, 14-18 dicembre), e partecipò alla prima edizione della Coppa del Mondo: esordì nella gara inaugurale del circuito, lo slalom speciale di Berchtesgaden del 5 gennaio senza completare la prova, ottenne il primo piazzamento il 21 gennaio a Kitzbühel in discesa libera (62º) e il giorno successivo nella medesima località conquistò quello che sarebbe rimasto il suo unico podio nel circuito, il 2º posto nello slalom speciale della Ganslern.

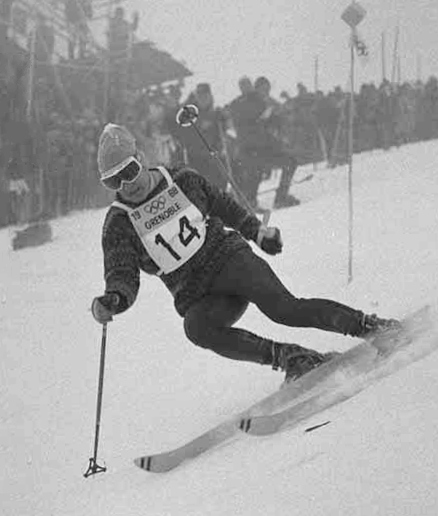
Bengt-Erik Grahn in gara nello slalom speciale dei X Giochi olimpici invernali di

L'anno dopo partecipò ai X Giochi olimpici invernali di Grenoble 1968, sua ultima presenza olimpica, classificandosi 39º nello slalom gigante e non completando lo slalom speciale; nel 1969 fu 3º nello slalom gigante e 2º nella combinata della 3-Tre di Madonna di Campiglio (non valida in quella stagione per la Coppa del Mondo) e colse il suo ultimo piazzamento a punti in Coppa del Mondo, il 10º posto nello slalom speciale di Lienz del 21 dicembre (sua ultima gara nel circuito). L'ultimo risultato agonistico di Grahn fu la medaglia d'oro vinta nello slalom speciale ai Campionati svedesi 1971.

## Palmarès

### Coppa del Mondo
- Miglior piazzamento in classifica generale: 20º nel 1967
- 1 podio:
  - 1 secondo posto

### Campionati svedesi
- 7 ori (slalom gigante nel 1961; discesa libera, slalom gigante, slalom speciale nel 1963; slalom gigante nel 1964; slalom speciale nel 1967; slalom speciale nel 1971)[17]